# Pontiac Torrent
Le Pontiac Torrent est un SUV vendu de août 2005 à 2009 par la division Pontiac de General Motors , il succède au Pontiac Aztek. Il est basé sur le Chevrolet Equinox de première génération avec lequel il partage un grand nombre de composant. 